# EPrix van Zürich 2018
De ePrix van Zürich 2018, een race uit het Formule E-kampioenschap, werd gehouden op 10 juni 2018 op het Zürich Street Circuit. Het was de tiende race van het seizoen. Het was tevens de eerste ePrix in Zwitserland en de eerste keer sinds de Grand Prix Formule 1 van Zwitserland 1954 dat er een internationale autosportrace in het land werd gehouden, nadat de sport verboden werd ten gevolge van de ramp tijdens de 24 uur van Le Mans in 1955, waarbij 82 toeschouwers om het leven kwamen.
De race werd gewonnen door regerend kampioen Lucas di Grassi voor het team Audi Sport ABT Schaeffler, die zijn eerste zege van het seizoen behaalde. Sam Bird werd voor DS Virgin Racing tweede nadat vijf coureurs die voor hem reden een straf kregen vanwege het te hard rijden tijdens een gele vlag-situatie. Dragon Racing-coureur Jérôme d'Ambrosio werd derde en behaalde zijn eerste podiumplaats sinds de ePrix van Londen 2016.

## Kwalificatie
| Pos                 | No | Coureur                | Team                      | Q1       | Q2       | Grid |
| ------------------- | -- | ---------------------- | ------------------------- | -------- | -------- | ---- |
| 1                   | 20 | Mitch Evans            | Panasonic Jaguar Racing   | 1:12.594 | 1:12.811 | 1    |
| 2                   | 18 | André Lotterer         | Techeetah                 | 1:12.906 | 1:12.948 | 2    |
| 3                   | 2  | Sam Bird               | DS Virgin Racing          | 1:12.981 | 1:13.022 | 3    |
| 4                   | 7  | Jérôme d'Ambrosio      | Dragon Racing             | 1:12.857 | 1:13.096 | 4    |
| 5                   | 6  | José María López       | Dragon Racing             | 1:12.877 | 1:13.927 | 8    |
| 6                   | 1  | Lucas di Grassi        | Audi Sport ABT Schaeffler | 1:13.042 |          | 5    |
| 7                   | 9  | Sébastien Buemi        | Renault e.Dams            | 1:13.061 |          | 6    |
| 8                   | 8  | Nicolas Prost          | Renault e.Dams            | 1:13.084 |          | 7    |
| 9                   | 66 | Daniel Abt             | Audi Sport ABT Schaeffler | 1:13.107 |          | 9    |
| 10                  | 19 | Felix Rosenqvist       | Mahindra Racing           | 1:13.214 |          | 10   |
| 11                  | 3  | Nelson Piquet jr.      | Panasonic Jaguar Racing   | 1:13.380 |          | 11   |
| 12                  | 36 | Alex Lynn              | DS Virgin Racing          | 1:13.393 |          | 15   |
| 13                  | 23 | Nick Heidfeld          | Mahindra Racing           | 1:13.405 |          | 12   |
| 14                  | 4  | Edoardo Mortara        | Venturi Formula E Team    | 1:13.413 |          | 13   |
| 15                  | 28 | António Félix da Costa | MS&AD Andretti Formula E  | 1:13.422 |          | 14   |
| 16                  | 27 | Stéphane Sarrazin      | MS&AD Andretti Formula E  | 1:13.500 |          | 16   |
| 17                  | 25 | Jean-Éric Vergne       | Techeetah                 | 1:13.524 |          | 17   |
| 18                  | 5  | Maro Engel             | Venturi Formula E Team    | 1:13.541 |          | 18   |
| 19                  | 68 | Luca Filippi           | NIO Formula E Team        | 1:14.067 |          | 19   |
| 20                  | 16 | Oliver Turvey          | NIO Formula E Team        | 1:14.139 |          | 20   |
| 110%-tijd: 1:19.853 |    |                        |                           |          |          |      |

## Race
| Pos | No | Coureur                | Team                      | Rondes | Tijd/Oorzaak uitval | Grid | Punten |
| --- | -- | ---------------------- | ------------------------- | ------ | ------------------- | ---- | ------ |
| 1   | 1  | Lucas di Grassi        | Audi Sport ABT Schaeffler | 39     | 51:19.811           | 5    | 25     |
| 2   | 2  | Sam Bird               | DS Virgin Racing          | 39     | +7.542              | 3    | 18     |
| 3   | 7  | Jérôme d'Ambrosio      | Dragon Racing             | 39     | +16.822             | 4    | 15     |
| 4   | 18 | André Lotterer         | Techeetah                 | 39     | +20.295             | 2    | 13     |
| 5   | 9  | Sébastien Buemi        | Renault e.Dams            | 39     | +26.692             | 6    | 10     |
| 6   | 23 | Nick Heidfeld          | Mahindra Racing           | 39     | +28.059             | 12   | 8      |
| 7   | 20 | Mitch Evans            | Panasonic Jaguar Racing   | 39     | +30.631             | 1    | 9      |
| 8   | 28 | António Félix da Costa | MS&AD Andretti Formula E  | 39     | +31.301             | 14   | 4      |
| 9   | 16 | Oliver Turvey          | NIO Formula E Team        | 39     | +32.180             | 20   | 2      |
| 10  | 25 | Jean-Éric Vergne       | Techeetah                 | 39     | +32.833             | 17   | 1      |
| 11  | 5  | Maro Engel             | Venturi Formula E Team    | 39     | +34.604             | 18   |        |
| 12  | 6  | José María López       | Dragon Racing             | 39     | +35.206             | 8    |        |
| 13  | 66 | Daniel Abt             | Audi Sport ABT Schaeffler | 39     | +46.222             | 9    |        |
| 14  | 27 | Stéphane Sarrazin      | MS&AD Andretti Formula E  | 39     | +47.505             | 16   |        |
| 15  | 19 | Felix Rosenqvist       | Mahindra Racing           | 38     | +1 ronde            | 10   |        |
| 16  | 36 | Alex Lynn              | DS Virgin Racing          | 38     | +1 ronde            | 15   |        |
| DNF | 8  | Nicolas Prost          | Renault e.Dams            | 31     | Ongeluk             | 7    |        |
| DNF | 68 | Luca Filippi           | NIO Formula E Team        | 20     |                     | 19   |        |
| DNF | 3  | Nelson Piquet jr.      | Panasonic Jaguar Racing   | 20     |                     | 11   |        |
| DNF | 4  | Edoardo Mortara        | Venturi Formula E Team    | 6      | Ongeluk             | 13   |        |

## Tussenstanden na de race

### Coureurs
| Positie | Rijder           | Team                      | Punten |
| ------- | ---------------- | ------------------------- | ------ |
| 1       | Jean-Éric Vergne | Techeetah                 | 163    |
| 2       | Sam Bird         | DS Virgin Racing          | 140    |
| 3       | Lucas di Grassi  | Audi Sport ABT Schaeffler | 101    |
| 4       | Sébastien Buemi  | Renault e.Dams            | 92     |
| 5       | Felix Rosenqvist | Mahindra Racing           | 86     |

### Constructeurs
| Positie | Team                      | Punten |
| ------- | ------------------------- | ------ |
| 1       | Techeetah                 | 219    |
| 2       | Audi Sport ABT Schaeffler | 186    |
| 3       | DS Virgin Racing          | 157    |
| 4       | Mahindra Racing           | 116    |
| 5       | Panasonic Jaguar Racing   | 105    |